# 2016年9月库布拉援助车队袭击
2016年9月19日，在叙利亚内战期间，一支联合国和叙利亚阿拉伯红新月会援助车队在叙利亚阿勒颇省阿勒颇市以西约15公里（9英里）的反叛分子控制的乌鲁姆库布拉市60号公路沿线的一个仓库卸货，在深夜袭击中被毁。联合国指责叙利亚政府在“精心策划和无情实施”的空袭中实施了袭击，首先投掷桶装炸弹，然后向车队发射火箭弹，最后用机关枪扫射幸存者。 总共有14名救援人员在罢工中丧生。

## 背景
2016年，叙利亚东部的代尔祖尔分区是叙利亚政府在这个四面楚歌的国家为数不多的据点之一。2016年9月17日，美国联军轰炸了该市附近的叙利亚军队，导致90至106名叙利亚阿拉伯军队士兵死亡，另有110名士兵受伤。这次袭击引发了“外交风暴”，俄罗斯呼吁联合国安理会召开紧急会议以应对这一事件。 9月19日，叙利亚政府宣布了一项为期一周的停火协议，该协议于晚上7点（夏令时）生效，这正是停火协议到期的时间。不久之后，在同一天，大约在晚上7:12-7:50或晚上8点左右。，援助车队遭到袭击。

## 活动

### 出发和到达
据《纽约时报》报道，由31辆卡车组成的红新月会援助车队于上午10:50从叙利亚政府控制的领土内出发。由于车队最初是由联合国工作人员陪同的，因此明显标有联合国和红新月会的标志。然而，船上没有联合国工作人员，因为据报道叙利亚政府阻止他们与车队一起离开。 这个联合国批准的车队完全由叙利亚红新月会成员驾驶，被称为联合国车队、红新月会车队和联合国-红新月会车队。《纽约时报》报道称，陪同援助车队的援助人员是叙利亚阿拉伯红新月会的成员，该组织由“反叛领土上的自治地方分支机构”组成，而“政府地区受到国家监督”。出发约一小时后，援助车队到达了叙利亚政府控制的“死亡广场”环形交叉口（几年前因车祸而命名），这是进入反叛领土前政府控制的最后一个检查站，车队的红新月会志愿者从阿勒颇与来自反叛分子控制的乌鲁姆库布拉的红新月会志愿人员交换了位置。车队于当天下午2点左右抵达乌鲁姆库布拉。 一架俄罗斯无人机一直在监视车队，但俄罗斯官员表示，车队已于下午1点40分停止行动，尽管叛军消息人士称，无人机在下午5点左右仍在该地区。

### 攻击
袭击开始于晚上7点12分至8点之间，结束于当天午夜左右。一名在袭击中幸存下来的救援人员说，直升机投掷了几枚桶装炸弹，开始了袭击。随后，喷气式飞机进行空袭，包括扫射。袭击发生后发布的一张照片显示，一枚俄罗斯制造的OFAB 250-270炸弹的尾翼卡在碎片中。美国官员认为，俄罗斯苏霍伊苏-24飞机也参与了袭击。红十字国际委员会报告说，有20名平民死亡，车队31辆车中有18辆被毁。

## 反应

### 联合国的反应
联合国谴责了这次袭击。虽然他们最初将这次袭击描述为空袭，但后来又退缩了，并简单地将其称为袭击。

### 美国联盟的回应
美国及其联盟伙伴指责俄罗斯和叙利亚政府实施了袭击，并指控其犯有战争罪（尽管不是官方指控）。约翰·克里以这一事件为由，中断了与俄罗斯的双边停火谈判。叙利亚反对派媒体和联盟成员国的媒体在很大程度上支持联盟的指控。

### 叙利亚和俄罗斯的回应
叙利亚和俄罗斯政府否认了这些指控，而是将袭击归咎于在阿勒颇活动的恐怖组织。俄罗斯政府进一步指责美国知道俄罗斯的清白，并利用这次袭击转移人们对联盟最近对叙利亚政府的袭击的注意力，美国对此予以否认。叙利亚和俄罗斯媒体以及其盟友的许多媒体在很大程度上支持本国政府的指控。

## 2017年联合国报告
2017年3月1日，联合国人权事务高级专员办事处（人权高专办）揭穿了俄罗斯和叙利亚的宣传，并发布了一份关于阿勒颇战役期间人权状况的报告，发现叙利亚空军蓄意针对人道主义车队，这构成了战争罪。